# 小行星8560
小行星8560（英語：8560 Tsubaki）是一颗围绕太阳公转的小行星。1995年9月20日，圓舘金、渡邊和郎在北见发现了此天体。
这颗小行星的绝对星等为330.77987723等。